# Mazda Luce
Mazda Luce — автомобиль бизнес-класса, выпускавшийся японской компанией Mazda в 1966—1991 годах. Он широко экспортировался как Mazda 929 с 1973 по 1991 годы в качестве большого седана Mazda. Следующие поколения имели роскошный интерьер, Luce стал флагманом линейки. В 1991 году Luce был сменен Sentia, которая шла на экспорт под названием Mazda 929. Название «luce» взято из итальянского языка, где слово означает «свет».

## Серия SU/SV
После соглашения, подписанного с Bertone в апреле 1962 года, итальянским дизайнером Джорджетто Джуджаро был разработан шоу-кар Luce 1500 1965 года. Это был автомобиль, больше похожий на BMW Bavaria, чем любой из существовавших Mazda.
Производство версии SUA (1966—1973) началось в июле 1966 года, автомобиль имел более высокую линию крыши, но сохранил вид BMW. Это был переднемоторный, заднеприводный четырёхдверный седан, с двигателем SOHC объёмом 1490 куб. см, мощностью 78 л. с. (57 кВт) при 5500 об/мин и крутящим моментом 114,6 Н·м. Стоимость составляла ¥ 695 тыс. Версия 1500 SS с двумя карбюраторами появилась в июне 1967 года, мощность двигателя 86 л. с. (63 кВт) при 5500 об/мин и момент 117,8 Н·м при 5500 об/мин. 1,8-литровый (1796 куб. см) 1800 двигатель появился в декабре 1968 года. Новая модель, Luce 1800, показывала мощность 104 л. с. (76 кВт) при 5500 об/мин и момент 152 Н·м при 2500 об/мин. Для того, чтобы подчеркнуть наличие двигателя 1800, капот на этой модели получил небольшую выпуклость в середине с воздухозаборником на переднем крае.
Универсал появился в апреле 1967 года, с тем же двигателем, что и на седане (SUAV). В отличие от большинства коммерческих автомобилей этого времени, он был также доступен с трёхступенчатой автоматической трансмиссией.

### 1500/1800
Luce Mark I продавался в Австралии и большинстве других экспортных рынках под названиями «Mazda 1500» и «Mazda 1800».
Седан Mazda 1800
Бренд Mazda появился на рынке США в 1970 году с малым R100, расширив до полной линейки продажи к 1971 году. Это были автомобили с поршневыми двигателями: компактная 1200, среднеразмерная 616 и полноразмерная 1800.
Модели 1800 для рынка США имели мощность 98 л. с. (73 кВт) и момент 146 Н·м при стоимости $2280. Разгон до 100 км/ч составлял всего 17,5 секунд, а время на квотере со скоростью 105 км/ч составило 20,5 секунд. В отличие от автомобилей Mazda с роторным двигателем, 1800 был провальным. Журнал Road & Track отмечал большую массу автомобиля. Автомобиль ушел с рынка в 1972 году.
Однако, в Европе 1800 показал лучшие результаты, и с мощностью в 104 л. с. (76 кВт) при 5500 об/мин (SAE) и моментом 148 Н·м при 3000 об/мин (SAE), время разгона до 100 км/ч составило 13,4 секунд. Неэффективность двигателя в США, вероятно, объясняется тем, что бензин там имел октановое число всего 85, в то время как в Европе бензин в то время имел октановое число 95 (до 100 сегодня). Кроме того, механическая четырёхступенчатая коробка передач, используемая в Европе была преимуществом, по сравнению с трёхскоростной автоматической коробкой передач, обычно используемой в США. 1800 (с механикой) также продаются в небольших количествах в Австралии.
Число автомобилей Mazda 1800 ввезенных в США: 1970 год (1058 седанов и 937 универсалов), 1971 год (1020 седанов и 1639 универсалов), 1972 год (100 седанов).
Четырёхдверный седан 1800 (модель SVA) выпускался с октября 1968 года по март 1973 года, всего было выпущено 39 401 единиц. Универсал 1800 (модель SVAV) появился в 1968 году, и производился до 1970 года.

### R130
Luce с роторным двигателем появился в 1969 году. Luce R130 выпускался с октября 1969 года по 1972 год. Он использовал 1,3-литровый двигатель 13A, мощностью 126 л. с. (94 кВт) и моментом 172 Н·м. Время на квотере составило 16,9 секунд. Дизайном этой модели занимался Джорджетто Джуджаро из компании Bertone, поэтому автомобиль стал переднеприводным двухдверным купе с передними дисковыми тормозами, похожим на NSU Ro 80. Эта модель, переднеприводная роторная Mazda, сегодня очень редка и ценится среди коллекционеров. Было выпущено менее 1000 автомобилей.

## Серия LA2/LA3
Mazda начала выпуск серии LA2 второго поколения (1972—1977) в ноябре 1972 года с роторным двигателем, которая позже будет экспортироваться как Mazda RX-4. Седан Luce (LA2VS) с традиционным двигателем не появлялся на японском рынке до апреля 1973 года, после начала производства в марте. Он был доступен в кузовах хардтоп (купе), седан, кастомный седан, и как универсал, который также продан как фургон на внутреннем японском рынке. Оригинальное купе с жесткой крышей получило более длинную, более агрессивную переднюю часть, который также была использована на кастомном седане. Седан и фургон/универсал получили несколько укороченную переднюю часть, которая также была использована на экспортных версиях (929). Для модели LA3 после фейслифтинга в 1976 году, был использован дизайн передней части с более квадратной мордой.
Производство универсалов LA2VV началось в сентябре 1973 года и продолжалось до 1979 года, пока на смену ему не пришел универсал LA4.
Предлагались два роторных двигателя: обычный 12А и с низким уровнем выбросов AP 13B. Были также доступны поршневые модели, и фургоны для японского рынка.
Двигатели:
- 1973—1979 — 1,8 л (1769 куб. см) 1800, рядный четырёхцилиндровый с двухкамерным карбюратором. Мощность экспортных версий 83 л. с. (61 кВт) и крутящий момент 137 Н·м. Мощность японских фургонов 1973 LA2VV и 1975 LA2V составляла 110 и 105 л. с. (81 и 77 кВт) соответственно.
- 1974—1977 — 13B (1308 куб. см), с мощностью 127 л. с. (93 кВт) и моментом 188 Н·м.

### RX-4
На большинстве экспортных рынках, японская роторная Luce продавалась как Mazda RX-4. Это был большой автомобиль с роторным мотором от современников, RX-2 (на базе Capella) и RX-3 (на базе Grand Familia). Он использовал шасси Luce, придя на смену R130 в октябре 1972 года, он производился по октябрь 1977 года. Его предшественник (R130) и преемник (роторная Luce Legato) не продавались в США. Mazda выпустила на рынок RX-4 как спортивный и роскошный «личный автомобиль повышенной комфортности». Это дало для компании Mazda необходимый импульс популярности роторного двигателя, уникального для Mazda. В Японии, варианты с роторными двигателями имели преимущество по отношению к транспортному налогу, японские водители платили меньше, получая при этом более эффективный, роторный двигатель.
RX-4 изначально был доступна в кузовах хардтоп купе и седан, с универсалом, появившимся в 1973 году, сменив Savanna Wagon. Под капотом сначала устанавливались 130/120-сильные (96/88 кВт) двигатели 12A, с высокомощными версиями для пятиступенчатых моделей GR-II и GS-II. Дополнительная мощность обеспечивалась установкой различного выхлопа и регулировки угла опережения зажигания. Экологичные модели «AP» имели мощность на пять лошадиных сил меньше, хотя после июня 1973 года они получили ту же мощность, что и обычные версии. С декабря 1973 года стал устанавливаться двигатель 13B, мощностью 135 л. с. (99 кВт). Мощность экспортных моделей составила 125 л. с. (92 кВт). Этот двигатель Mazda был новой «AP» версией, с гораздо лучшими показателями выбросов и экономии топлива, но несколько худшим холодным запуском. В Южной Африке автомобиль производился до 1979 года, все года только с двигателем AP.
Автомобиль использовал независимую подвеску Макферсон спереди и ведущий мост сзади. Тормоза были дисковые спереди и барабанные сзади. Масса автомобиля уменьшилась и составила 1188 кг, колёсная база сократилась до 2515 мм. Кузов освежился в 1976 году.
США
На рынке США, RX-4 продавался с 1974 по 1978 годы, когда появился RX-7. Двигатель 13B на американском топливе показывал мощность 110 л. с. (82 кВт) и крутящий момент 159 Н·м. Базовая стоимость составляла $4295, с опциями автоматической трансмиссией ($270) и кондиционером ($395).
Журнал Road & Track был поражён, отметив улучшение топливной экономичности автомобиля и цены по сравнению с RX-3. Это было заметным, так как роторный двигатель получил в середине 1970-х годов репутацию топливного пожирателя. Автомобиль хорошо показал себя на испытании 1974 года, где сравнивались шесть универсалов, с 11,7-секундным разгоном до 100 км/ч и временем на квотере 18 секунд (125 км/ч). Журнал отметил, что тормоза универсала пострадали от дополнительных 136 кг массы по сравнению с купе.
RX-4 вошел в десятку лучших списка «Лучший спортивный седан, $3500-6500» журнала Road & Track в 1975 году.

### 929
Впервые Mazda 929 появилась в 1973 году, в качестве экспортного названия автомобилей второго поколения Mazda Luce с поршневым двигателем. Первое поколение Luce называлось «Mazda 1500» или «Mazda 1800» на экспортных рынках, везде начали использоваться обозначения двигателей различного объёма, и такой принцип именования в скором времени стал бы запутанным. 929/Luce был большим (для Японии) купе, седаном и универсалом с 1769-кубовым двигателем Mazda VB. Мощность двигателя 94 л. с. (69 кВт), крутящий момент 137 Н·м.
Luce/929 был доработан в 1975 году, появился опциональный 1970-кубовый двигатель мощностью 103 л. с. (76 кВт) и моментом 167 Н·м с двухкамерным карбюратором.

## Серия LA4
Luce Legato (появился как серия LA4 в октябре 1977 года) был большим и роскошным седаном с поршневыми или роторными двигателями Mazda. Он также был доступен в четырёхдверном кузове со складной жесткой крышей, который выглядел как огромный, квадратный купе, и в кузове универсал, имевший больше утилитарную роль, нежели седаны. Купе сменил Mazda Cosmo (CD). Производство седанов Luce 1800 (LA4VS) и 2000 (LA4MS) началось в сентябре 1977 года, и продолжалось до июля (LA4VS) и сентября 1981 года (LA4MS) для японского рынка. Роторные седаны Luce, LA42S, с двигателем 12A выпускались между сентябрем 1977 и апрелем 1978 года. LA43S с двигателем 13B появился в то же время и производился до июля 1981 года.
В то время как Luce был большим, роскошно оборудованным седаном, он соответствовал японским правилам габаритов, и был не самым большим седаном Mazda, продаваемым в Японии. Самым большим был малосерийный автомобиль Mazda Roadpacer, основанный на GM-австралийском Holden Premier.
Это поколение седана не продавалось в Северной Америке. Изначально автомобиль разрабатывался как Luce Legato, но смены названия не произошло, и автомобиль продавался просто как Luce.
Mazda Luce Legato стала вторым поколением 929 с 1978 года на экспортных рынках, где она обозначались как «929L». Там не было версии купе этого поколения, хотя четырёхдверный хардтоп был доступен в Японии и некоторых других странах, включая Францию. Универсал появился в феврале 1979 года. Дизайн его был в американском стиле, со сложенными прямоугольными фарами и большой хромированной решеткой радиатора. В Европе, более экономичный, 2-литровый рядный четырёхцилиндровый двигатель, мощностью 90 л. с. (66 кВт) с однокамерным карбюратором, заменил существующие двигатели.
В Японии в октябре 1979 года был впервые представлена LA4, рестайлинговая версия с большими прямоугольными фарами и более европейской мордой. Заключительным дополнением был 2,2-литровый дизельный двигатель, производившийся в период с августа 1980 года по июль 1981 года для седана (LA4SS) и с ноября 1981 года для универсала (LA4SV). Его мощность составляла 66 л. с. (49 кВт), крутящий момент 141 Н·м. Один месяц спустя, инжекторная версия 2-литрового двигателя мощностью 120 л. с. (88 кВт) стала доступна для японского рынка. 929 был сменен после ноября 1981 года следующим поколением Luce/929, хотя второе поколение универсала продолжало производиться до марта 1988 года, так как не было смены универсала в последующем поколении. Во время смены поколений, дизельный двигатель также устанавливался на модели фургон (универсал), доступного только в комплектации GL.
Помимо обычных поршневых двигателей, были доступны и роторные двигатели 12A или 13B. Поршневые версии экспортировались как Mazda 929, версии с роторным двигателем экспортировались как RX-9. Большинство RX-9 были проданы с меньшим двигателем 12A. Выпуск закончился в 1981 году.

## Серия HB
Следующее поколение Luce (1981—1986), появившееся в Японии в октябре 1981 года, строилось на платформе HB. На экспорт снова отправлялись 929. Японские клиенты могли приобрести Luce через ранее созданные дилерские центры Mazda, или Mazda Cosmo продаваемую по эксклюзивной дилерской сети Mazda Auto. Позже, в 1991 году, Mazda Auto была переименована в Eunos. В отличие от Luce, Cosmo также продавался как купе, и экспортировался как купе 929. Luce и Cosmo имели роторные, бензиновые поршневые, а также 2,2-литровый дизельный двигатель. 2-литровая версия седана Luce на газу также строилась для японского рынка до декабря 1995 года, в основном, для такси.
Это был большой переднемоторный заднеприводный седан или хардтоп. Luce строился на новой платформе HB, являвшейся общей с Cosmo. Эта версия появилась как 929 в 1982 году на большинстве экспортных рынках и выпускалась до 1986 года. Автомобили Luce и Cosmo получил несколько различающийся передний дизайн, однако, Cosmo имел более спортивный вид. На платформе HB не появилось нового универсала; предыдущий LA4 продолжал производиться как универсал.
Это поколение не продавалось в Северной Америке. На некоторых Европейских рынках 929 обозначался как седан 2000 или универсал 2000E (применяется для обновленной версии предыдущего поколения). Турбированная версия никогда не предлагалась в Европе, и не было четырёхдверного хардтопа, хотя часть Европы, граничащая с Восточной Европой и Ближним Востоком их получили.

## Серия HC
Luce HC
В 1986 году Luce был большим и роскошным автомобилем на платформе HC, с турбомотором 13B, в качестве одного из множества вариантов двигателя. Он по-прежнему экспортировался как 929, и отличался от Cosmo. При появлении его в 1986 году, он был доступен с первым двигателем V6 производства Mazda, а именно Mazda J, который шел как 2-литровый, 2-литровый с турбонаддувом и 3-литровый.
Это поколение (1986—1991) продавалось в Северной Америке после прихода Acura Legend в 1987 году только в кузове седан; хардтоп не был доступен, не было и роторных двигателей. Актёр Джеймс Гарнер официально рекламировал 929 в Северной Америке.
1991 был последним годом для шильдика Luce. Eunos Cosmo уже продавалась (JC), и платформа HD породила Mazda Sentia (теперь экспортируемая как 929), и Efini MS-9, ставшая в 1991 году 4-дверным роторным седаном предшествуя RX-8. В 1990-х годах Mazda продала кузовные штамповки компании Kia, которая с их помощью выпускала до начала XXI века внутреннюю корейскую Kia Potentia.
929 была обновлена в 1986 году (в 1987 на некоторых рынках) с платформой HC и 3-литровым двигателем V6. Автомобиль выпускался до 1991 года, снова отставая от японской Mazda Luce на один год. Продажи 929 в США и Канаде начались в 1987 году; хотя преимущественно он был доступен с 3-литровым V6, были и заднеприводные автомобили с четырёхцилиндровыми 2,2-литровыми F2. После 1990 года, когда Chrysler прекратил выпуск своих Fifth Avenue и Dodge Diplomat (оба с V8 двигателями объёмом 318 куб. дюймов), которые были исключительно конкурентами Toyota Cressida до 1992 года, когда Toyota остановила экспорт Cressida, сосредоточившись на новом бренде Lexus.
Платформа HC вышла в двух вариантах на протяжении пяти лет, которые имели одинаковые двигатели и интерьер, но абсолютно разные кузова. Это седан со стойками и хардтоп без них. В то время как модель со стойками ввозилась во все страны, куда также импортировались 929 (включая США и Канаду), модель без стоек ввозилась, в основном, на азиатские и австралийский рынки.
Luce Royal Classic был дороже, чем его аналог 929, не имел стоек при своем кузове хардтоп. Royal Classic оснащался турбороторным мотором 13B или 2-литровым V6, электрическими кожаными сиденьями, цифровым спидометром, сумкой-холодильником для напитков, электронно-регулируемой подвеской. Для того, чтобы соответствовать японским правилам относительно внешних размеров и объёма двигателя, автомобиль нового поколения был построен в двух вариантах; 3-литровый V6 устанавливался на большой и широкий кузов хардтопа, а малые двигатели, включая роторные, устанавливались на короткие и узкие седаны. Японских автолюбители, которые выбрали роторной двигатель, получил финансовую выгоду в снижении годового налога, по сравнению с двигателем V6 большего объёма. Он был крупнее, чем модель, которая перешла на следующую платформу, Mazda Sentia.
Канадские 929 имели опцию «Winter Package» (зимний пакет), которая включала подогрев сидений, зимние шины и не утопленные стеклоочистители. 5-ступенчатая механическая коробка передач была опцией, но большинство североамериканских 929 имели двухрежимную («мощность» и «экономия») электронную 4-ступенчатую автоматическую коробку. Максимальная скорость составляла 195 км/ч. Разгон до 100 км/ч составлял 9,2 секунды на механической коробке; автомат показал 10 секунд.
Первый 3-литровый двигатель V6 появился на 929 в 1986—1989 годах и был SOHC с 18 клапанами. Когда Mazda представила модель 929S на период 1990—1991, двигатель был доработан до DOHC с 24 клапанами, несколько улучшилась экономия топлива, мощность и надежность. Также среди доработок появилась антиблокировочная тормозная система, вентилируемые задние дисковые тормоза и некоторые малозаметные изменения в экстерьере. Стандартный 18-клапанный SOHC оставался на базовой модели 929.
После окончания основного производства в мае 1991 года, HC оставался в производстве до января 1996 года в Японии для работы в такси.

### Kia Potentia
Когда серия HC Luce была сменена на Mazda Sentia, производство продолжилось в Южной Корее как Kia Potentia. Этот автомобиль выпускался с 1992 по 2001 годы с 2-литровым четырёхцилиндровым двигателем FE-DOHC, таким же, как и на первом поколении Kia Sportage (бензиновый, 2,2-литровый четырёхцилиндровый и 3-литровый V6). Potentia была сменена на Kia Enterprise, строившаяся на базе Mazda Sentia и появившаяся в 1997 году после ухода Sentia.